# ضریب اصطکاک فانینگ
ضریب اصطکاک فانینگ یا فنینگ(به انگلیسی: Fanning friction factor) کمیتی بدون بعد می‌باشد که در دینامیک سیالات میزان تنش برشی در سطح یک دیواره را توصیف می‌کند و با توجه به رابطه زیر محاسبه می‌شود.
{\displaystyle \tau ={\frac {f\rho v^{2}}{2}}}
در این رابطه:
- {\displaystyle \tau } میزان تنش برشی در سطح دیواره
- {\displaystyle f} ضریب اصطکاک فانینگ لوله
- {\displaystyle v} سرعت سیال در داخل لوله
- {\displaystyle \rho } دانسیته سیال داخل لوله

این کمیت به افتخار جان توماس فانینگ نامگذاری شده‌است.